# Jakob Pazeller

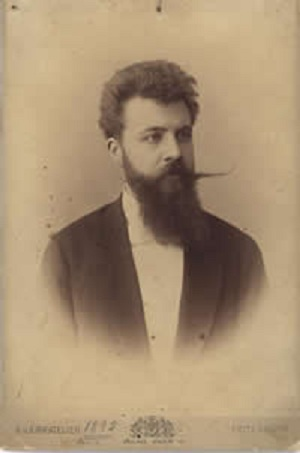
Jakob Pazeller, ca. 1900

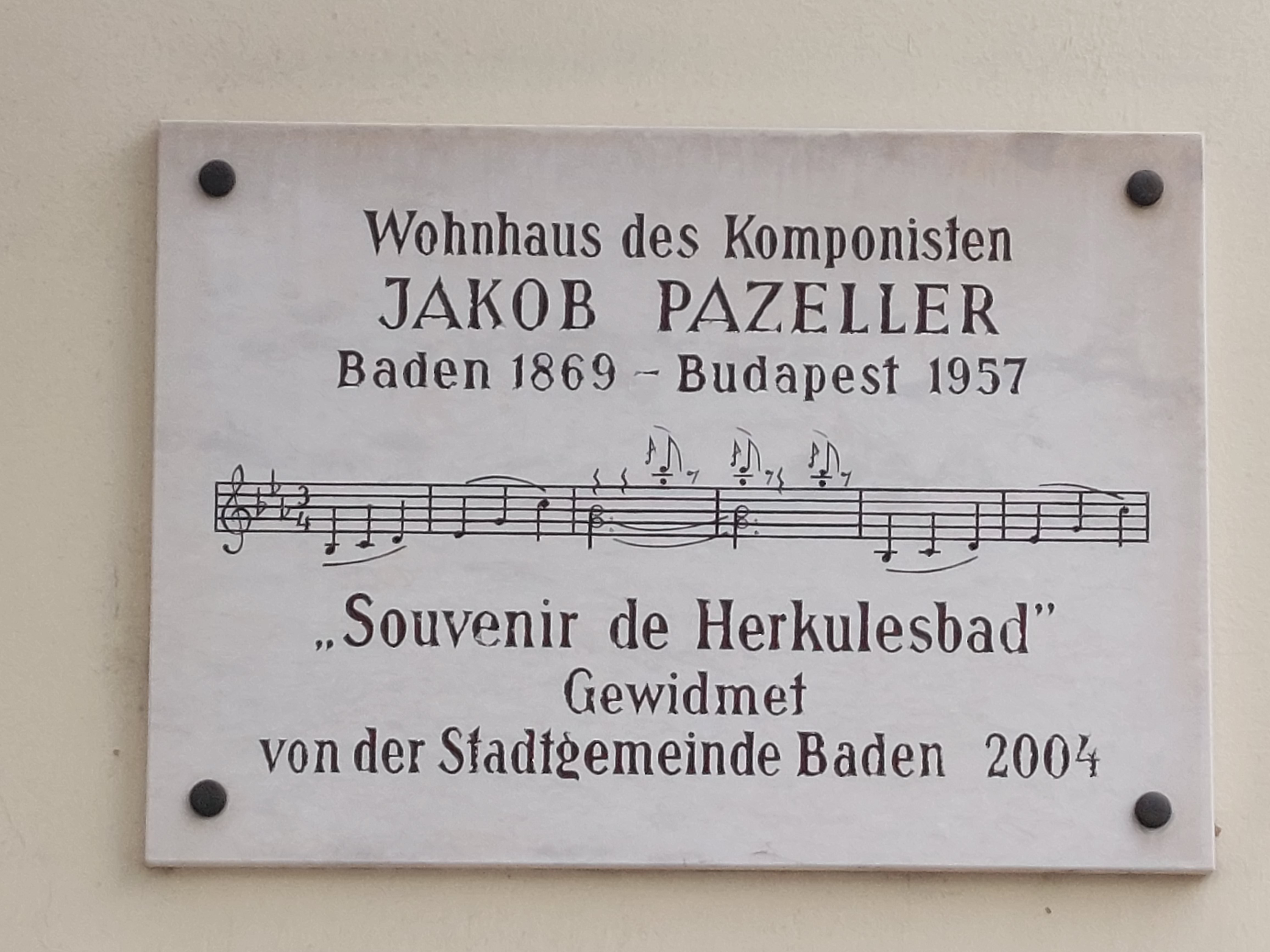
Gedenktafel für Jakob Pazeller, Wassergasse, Baden

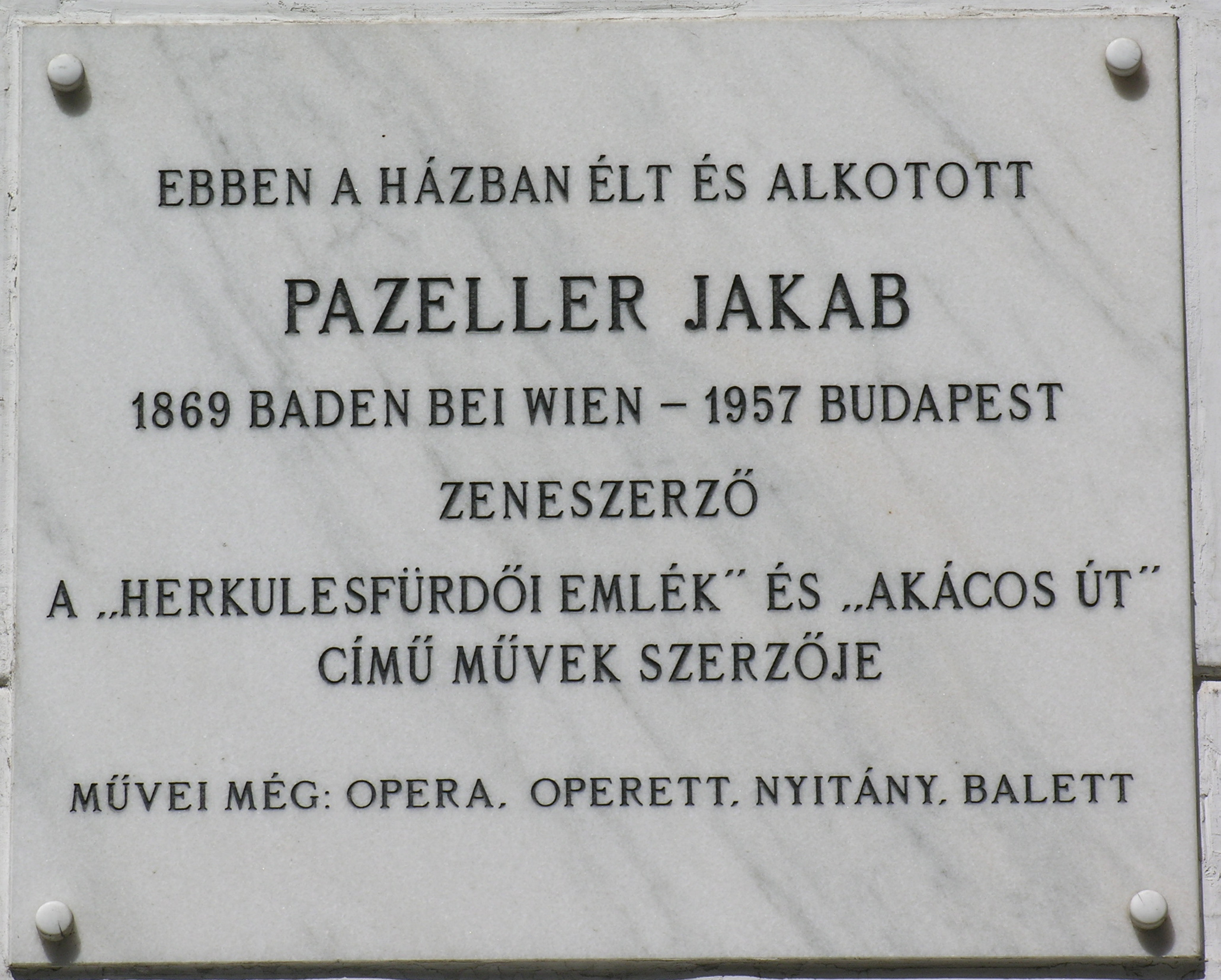
Gedenktafel in Budapest

Jakob Mathias Pazeller (* 2. Jänner 1869 in Baden, Österreich-Ungarn; † 24. September 1957 in Budapest) war ein österreichischer Komponist und Dirigent.

## Leben
Jakob Pazeller wurde als Sohn von Jakob Pazeller und Elisabeth Pichler, die beide aus Gumpoldskirchen stammten und in Baden eine Bäckerei "Cafe Elisabeth Pazeller"- Wassergasse 8. - betrieben, geboren. Von 1883  bis 1888 studierte er Musik im Wiener Konservatorium in den Fächern Violine und Kompositionslehre. Sein Herausforderer war der bekannte Wiener Komponist Carl Ziehrer. Nach dem Abschluss des Wiener Konservatoriums 1888 wurde er Konzertmeister im Orchester von Eduard Strauß. Von 1881 war er in verschiedenen Theater als Dirigent tätig (Teplitz, Kronstadt), 1883 Dirigent im Opernhaus Hermannstadt. Er wurde bereits im Alter von 26 Jahren Dirigent am Wiener Carltheater im 2. Wiener Gemeindebezirk Leopoldstadt. Ab dem Jahr 1886 bis 1906 betätigte er sich als Militärkapellmeister der K. u. K. Infanterieregiment 33. in Arad. Dort arbeitete er in den Wintermonaten mit seinem Orchester im Theater und in den Sommermonaten spielte er mit dem Orchester in einem der damaligen bekanntesten Kurort Europas in Herkulesbad.
Sein bekanntestes Stück, das er 1903 komponierte, war der Walzer "Souvenir de Herkulesbad", Opus 124, der in seinem Garnisonsort, dem Badeort Herkulesbad (ungarisch Herkulesfürdő, heute rumänisch Băile Herculane), entstand. Mit dem Stück hatte er weltweiten Erfolg, der viele Jahrzehnte - wie auch heute noch- zum Standard-Programm der Kur- und Salonorchester sowie vieler Blasmusikkapellen gehört. Schon nach wenigen Jahren hatte
der Verleger Nádor Kálmán in Budapest mehr als hunderttausend Notenexemplare verkauft, wodurch dieser Walzer zu einem der erfolgreichsten der Donaumonarchie wurde.
Der spanische König Alfons XIII. bestellte von ihm einen Hochzeitsmarsch. Dafür wurde er vom König mit dem Ehrenkreuz I. Klasse im Jahr 1908 ausgezeichnet.
Im Jahr 1906 ging Pazeller als Militärkapellmeister zum Infanterieregiment 38. nach Budapest, wo er bis zu seinem Tod im Jahr 1957 blieb. In dieser Zeit schrieb Pazeller eine Oper, drei Operetten, vier Ouvertüren sowie zahlreiche Walzer, Lieder, Romanzen, Intermezzi, Humoreske, Märsche und andere Orchester und Tanzstücke, mehr als 200 Werke.
Durch den Zusammenbruch Österreich-Ungarns verlor der Offizier, als welcher er als Kapellmeister tätig war, in Ungarn bald an Popularität, obwohl er in Ungarn lebte und auch dort seine Familie hatte. Nach dem Zweiten Weltkrieg wurde vom kommunistischen Regime die Veröffentlichung seiner Werke verboten. Dabei verlor er auch seinen Pensionsanspruch. Nur bedingt durch seine Krankheit wurde er nicht deportiert.
Sein Enkel Friedrich Pazeller (*1957 Budapest), der ebenfalls Komponist ist, bemüht sich gemeinsam mit dem Verein für Musikforschung und Konzerte 2000 in Baden-Baden, sowie mit der Jakob Pazeller Gesellschaft, Ungarn-  eine „Wiederentdeckung“ der Werke seines Großvaters zu gestalten.
Sowohl in Baden, als auch in Budapest und in Herkulesbad wurden Gedenktafeln angebracht. In Zebegény, wo er in Jahren 1929 bis 1938 seine Ferien verbrachte, wurde eine Promenade nach ihm benannt. Im Jahr 2007 wurde in Budapest Bezirk VIII, sowie im Jahr 2022 in Herkulesbad (Băile Herculane-Rumänien) nach ihm jeweils eine Straße benannt.

## Familie
Seine Schwester Elsa Pazeller (1881–1949) war kurzzeitig mit dem Komponisten Karl Weigl verheiratet, die austroamerikanische Kinderpsychologin Maria Weigl Piers ist eine Nichte.

## Veröffentlichungen
Von seinen Werken wurden bis jetzt drei CDs veröffentlicht:
1. Märsche - HUNGAROTON-Budapest
2. Solange der Walzer klingt HUNGAROTON-Budapest
3. Liebestanz - FIPA Records Mvl-Baden-Baden

## Werke (Auswahl)
- 1898 Ein süßes Wort, ein tiefer Blick, Serenade für Orchester
- 1902 Goldregen Walzer Op.133
- 1903 Souvenir de Herkulesbad, Walzer, op. 124
- 1914 Verbrüderung, Ouverture für Orchester
- 1917 Liebestanz, Intermezzo für Orchester
- 1920 Delila, Intermezzo für Orchester
- 1925 Intermezzo, für Orchester
- 1928 Humoresk, für Orchester
- 1932 Meisterprobe, Ouverture für Orchester
- 1937 Blauer Dunst, Humoreske für Orchester
- 1938 Ich war ein König, Romanze für Orchester
- 1944 Hörst Du mein Lied, Romanze für Orchester
- 1955 Coufette, Humoreske für Orchester
- 1955 Donau-Post, Humoreske für Orchester
- 1955 Ringelspiel, Humoreske für Orchester
- 1956 Freiheitsglocken, Ouverture für Orchester
- 1956 Hoffnung, Romanze für Orchester
- 5 Fantasien
- Blauer Dunst (Humoresk) Op. 210
- Das vergessene Lied, op. 199
- Denkst du noch manchmal an mich?, op. 128
- Der Rosenkönigin Walzer, op. 123
- Die Komödie des Geldes, op. 159
- Dir werde ich nicht nachweinen, op. 213
- Es ist schon still unter der Dachtraufe, op. 92
- Für mich bist du mein Alles, op. 132
- Keine wie Du, op. 189
- Lachen-tanzen-singen, op. 210
- Leben, solange es Liebe gibt, op. 76
- Liebestanz, op. 122
- Mädel komm doch her, op. 98
- Mein Liebchen komm, Romanze für Orchester
- Nur auf ein Wort noch?, op. 208
- Rumänische Serenade Op. 89
- Schwer ist das Leben in Pest, op. 147
- Solange noch der Walzer klingt, op. 99
- Träume, op. 115
- Traurig ist nur, wer Angst hat zu feiern, op. 94
- Tropenzauber Walzer, op. 125
- Das Zigeunerkind (1915)
- Ein Moderner in Paris (1917)